# 칼링가
칼링가는 인도의 역사적 지역이다. 일반적으로 갠지스강과 고다바리강 사이의 동부 해안 평야 지역으로 정의되지만, 그 경계는 통치자의 영토에 따라 변동했다. 현재 칼링가의 핵심 영토는 오디샤주 전체와 북부 안드라프라데시주의 일부를 포함한다. 가장 넓었을 때 칼링가 지역은 현재의 차티스가르주 일부를 포함하여 서쪽으로 아마르칸타크까지 확장되었다. 고대에는 갠지스강 유역까지 뻗어 있었다.
마하바라타의 전설적인 문헌에는 칼링가족이 주요 부족으로 언급되었다. 기원전 3세기, 이 지역은 칼링가 전쟁의 결과로 마우리아의 지배를 받게 되었다. 이후 "칼링가디파티"(칼링가의 군주)라는 칭호를 가진 여러 지역 왕조의 통치를 받았는데, 이 왕조에는 마하메가바하나 왕조, 바시슈타 왕조, 마타라 왕조, 피트르바크타 왕조, 샤일로드바바 왕조, 바우마-카라 왕조, 소마밤시 왕조, 동강가 왕조가 포함된다. 중세 칼링가 지역을 통치했던 통치자들은 이크슈바쿠 왕조 가자파티, 보이 왕조, 파랄라케문디 강가 그리고 간잠과 비자그아파탐의 자민다르였다.

## 범위
칼링가 지역은 일반적으로 갠지스강과 고다바리강 사이의 동부 해안 평야로 정의된다. 그러나 정확한 경계는 역사상 여러 시기에 걸쳐 변동했다. 정치학자 수다마 미스라에 따르면, 칼링가 자나파다는 원래 푸리구와 간잠구에 해당하는 지역으로 구성되었다. 플리니와 마하바라타의 기록에서 갠지스강까지의 존재를 확인하며 D.K. 강굴리는 다음과 같이 썼다. "플리니는 분명 불필요한 중복을 만들었다. 불행히도 이들 부족과 그들의 위치 식별은 오류가 많고 혼란스러운 설명의 특성상 어렵다. 플리니는 인도 작가들도 완전히 자유롭지 못한, 하나 이상의 칼링가 정착지 존재에 대한 자신의 개념에 따라 안내되었다. 그러나 위의 플리니의 기록은 칼링가가 북동쪽으로 갠지스강까지 확장되었음을 보여주기 때문에 중요하다. 칼링가 영토가 갠지스강 너머로 뻗어 있다는 것은 바나파르밤의 트리티아야트라 섹션의 다음 구절들에 의해 확증되는 것으로 보인다." R.C. 마줌다르와 같은 학자들은 칼링가가 마하나디강에서 고다바리강까지였다고 언급한다. 그러나 위에 언급된 플리니의 갠지스강이 칼링가의 북쪽 경계였다는 단순한 언급과, 마하바라타에서 마하나디강 북쪽에 위치하며 오디샤주와 자르칸드주 경계에 걸쳐 있고 오디샤주 바드라크구에서 벵골만에 합류하며 칼링가를 통과하는 바이타라니강에 대해 이야기하는 것은 이러한 주장을 무효화한다. 마줌다르 교수는 아마도 칼링가가 북쪽으로 마하나디강까지 축소되었던 굽타 시대에 초점을 맞춘 것으로 보인다. 일부 자이나교 연대기에는 자이나교 티르탕카라 파스바나트가 자이나교를 전파하기 위해 칼링가에 왔을 때, 오디샤주 발라소레구의 한 장소에서 쉬었다고 기록되어 있다. 발라소레는 바이타라니강 북쪽에 위치하며 벵골과 경계를 이룬다. 이는 칼링가가 바이타라니강 북쪽까지 확장되었음을 다시 한번 확인시켜 준다.
고대 인도 문헌에서 칼링가 지역은 안드라프라데시주 경계 근처 오디샤주의 간잠구에 위치한 마헨드라기리 산과 관련되어 있다.
때로는 칼링가의 남쪽 경계가 크리슈나강까지 확장되기도 했다. 칼링가 지역은 현재의 오디샤주 전체를 포함하는데, 오디샤 북동부 지역은 별개의 웃칼라 왕국에 포함되었다. 웃칼라는 점차 독자성을 잃고 칼링가의 일부로 간주되었다. 마하바라타의 아디파르바에는 아르주나가 갠지스강을 건너 칼링가로 갔다고 언급되어 있다. 흥미롭게도, 이것은 칼링가를 마헨드라기리와 구별한다. 이는 당시 마헨드라기리 북쪽에서 갠지스강까지가 칼링가로 간주되었음을 의미한다. 아르주나는 인도 동부 지역에서 북쪽에서 남쪽으로 이동하고 있었다. 아디파르바는 그가 가야와 갠지스강에서 이동한 후 앙가, 방가, 칼링가로 왔다고 언급한다. 굽타 시대에 칼링가는 더 작은 나라들로 세분되었다. 굽타 제국의 쇠퇴 이후, 마타라 왕조는 칼링가디파티라는 칭호를 획득하여 칼링가를 통치했다고 주장한 왕국 중 하나였다. 마타라 영토는 북쪽으로는 바다나디 또는 남간잠의 바라강(문자 그대로 "큰 강"을 의미하며, 마하나디강과 동일하며, 바다나디 또는 바다나이는 20세기까지 현지에서 마하나디강으로 불렸다)에서 남쪽으로는 고다바리강까지 동해안을 따라 뻗어 있었는데, 이는 그들의 모든 비문과 언급된 지역들이 이 두 강 사이에 있었기 때문이다. 마타라 왕조처럼 피트르바크타 왕조와 그 이후의 초기 동강가 왕조는 칼링가디파티 칭호를 계속 사용하며 같은 지역을 통치했다. 영토가 마하나디강 남쪽에 해당하는 남 토살리의 비그라하 왕조 또한 칼링가-라슈트라("칼링가 왕국")를 통치했다고 주장했다. 비그라하 왕조는 기원후 603-04년에 북 토살리 또는 우트칼라의 무드갈라 왕조에 의해 축출되었고, 무드갈라 왕조 자체는 샤샹카의 침략을 받았다. 샤샹카의 마하-사만타로 등장한 샤일로드바바 왕조는 기원후 620년 이후 독립을 선언하고 사칼라-칼링가디파티("칼링가 전체의 군주") 칭호를 획득했다. 바우마-카라 왕조는 샤일로드바바 영토를 점령하고 동강가 왕조를 그들의 봉신으로 삼았으며, 소마밤시 왕조의 잔메자야는 바우마카라 왕국으로 진격하여 해안 오디샤까지 이르러 트리칼링가디파티("세 칼링가의 군주") 칭호를 획득했다. 15-16세기 오디샤의 가자파티 제국은 일부 동시대 자료에서 칼링가로 알려졌다.
칼링가의 동쪽 경계는 바다(벵골만)에 의해 형성되었다. 서쪽 경계는 통치자들의 정치적 힘에 따라 달라졌기 때문에 정확히 지적하기 어렵다. 그러나 푸라나 문헌에 따르면 칼링가는 서쪽으로 아마라칸타카 언덕까지 확장되었다.
여러 고대 비문에는 "트리칼링가"라는 용어가 언급되어 있으며, 이는 여러 가지 방식으로 해석되어 왔다. 한 이론에 따르면, 트리칼링가는 칼링가의 가장 넓은 범위를 나타낸다. 그러나 동찰루키아 왕조의 기록은 칼링가와 트리칼링가가 두 개의 별개의 지역이었으며, 트리칼링가는 칼링가 서쪽의 언덕 지역을 나타냈음을 시사한다.
일부 학자들은 마하바라타의 텍스트를 오해하여 바이타라니 강이 칼링가의 북쪽 경계라고 주장했다. 그러나 텍스트에는 바이타라니 강이 칼링가를 통과하며 판다바스들이 갠지스강을 건넌 후에 칼링가에 왔다고 명시되어 있다. 따라서 이러한 가정은 잘못된 것이다. 남쪽으로는 안드라 지역과 경계를 이루었지만, 남쪽 경계는 종종 달라져서 비샤카파트남구의 엘라만칠리와 치푸루팔리 또는 피타푸람 북동쪽의 고다바리강까지 이르기도 했지만, 강 자체에는 도달하지 못했는데, 이는 안드라 지역에 있었다. 서쪽으로는 칼링가가 내륙 언덕의 부족들에 대한 종주권을 확립하여 아마라카타카 산맥까지 그 권한이 미쳤다.

## 역사

### 고대
이 지역의 이름은 동명의 부족에서 유래되었다. 전설적인 텍스트 마하바라타에 따르면, 칼링가인들과 그 이웃 부족들의 조상은 형제였다. 이웃 부족에는 앙가족, 방가족, 푼드라족, 수마족이 포함되었다.
칼링가인들은 오디샤주의 바이타라니강에서 비샤카파트남구의 바라하나디에 이르는 광대한 영토를 차지했다. 고대 수도는 단타쿠라 또는 단타푸라 (현재 스리카쿨람구의 치카코레 근처 단타박트라 요새로, 랑굴리야 또는 랑굴리니강에 의해 씻겨졌다)였다.
칼링가 왕국은 이미 브라마나 텍스트 시대에 존재했는데, 이 텍스트는 칼링가의 왕 카란두를 간다라의 나그나지트와 비다르바의 비마와 동시대 인물로 언급한다.
[마하고빈다 숫탄타] 오류: {{전자}}: transliteration text not Latin script (pos 1: 마) (도움말)에 따르면, 칼링가의 사타부 왕은 비데하의 레누와 카시의 다타라타 또는 드리타라슈트라와 동시대 인물이었다.
칼링가는 파니니와 바우다야나에 의해 모두 언급되었는데, 후자는 칼링가를 바라타 칸다의 일부로 간주했다.

### 고대 칼링가: 칼링가 왕국 (기원전 1100년경 – 기원전 261년)

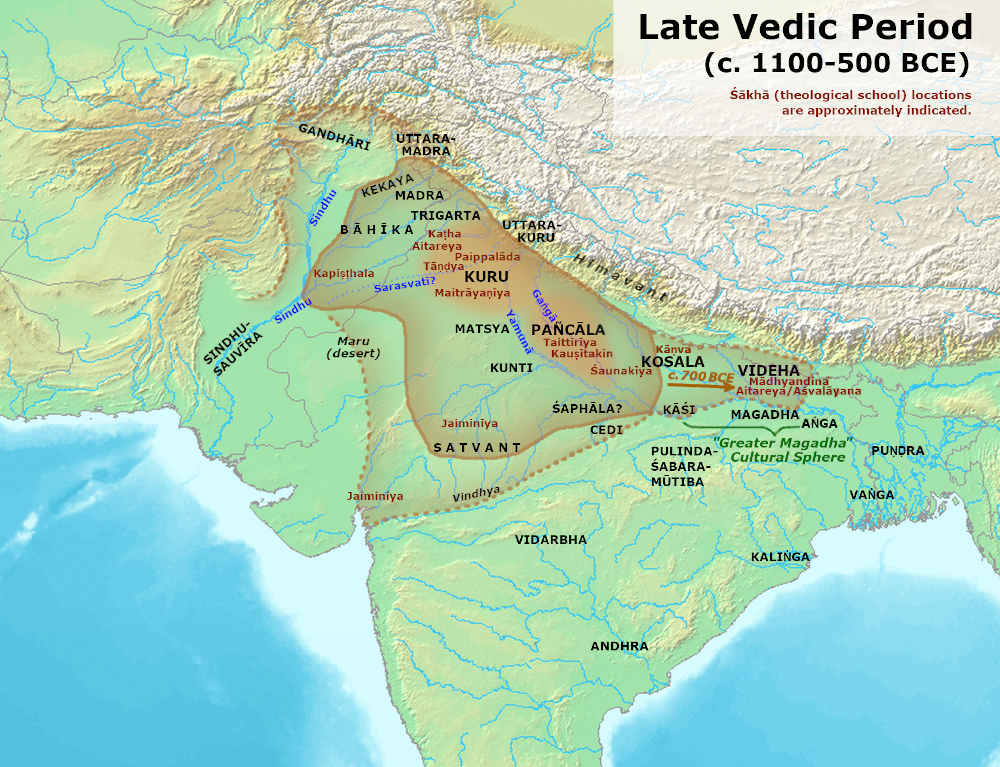
베다 시대인 기원전 1100년경 인도 동부 해안에 위치한 칼링가.

#### 칼링가 왕조 (I) (기원전 1100년경 – 기원전 700년)
마하바라타와 일부 푸라나에 따르면, 왕자 '칼링가'는 현재 오디샤주 해안 지역을 포함하는 북부 시르카르에 칼링가 왕국을 세웠다. 마하바라타는 또한 칼링가 왕국의 왕으로 '스루타유다'를 언급하며, 그가 카우라바 진영에 합류했다고 한다. 불교 텍스트인 마하고빈다 숫탄타에는 칼링가와 그 통치자 '사타부'가 언급되어 있다.
알려진 통치자
- 칼링가 왕 (칼링가 왕국의 창건자)
- 오드라 왕 (오드라 왕국의 창건자)
- 스루타유다
- 스루타유쉬
- 마니마트
- 치트랑가다
- 수바후
- 비라세나
- 수다타
- 날리키라
- 야바나라지
- 단타바카 또는 단타바크라 (기원전 9세기경)
- 아바킨나요 카라칸두 (기원전 9세기 후반 ~ 8세기 초반)
- 바수팔라 (기원전 8세기경)

#### 칼링가 왕조 (II) (기원전 700년경 – 기원전 350년)
이 왕조는 철라칼링가 자타카와 칼링가보디 자타카에 언급되어 있다. 첫 번째 칼링가 왕조의 마지막 통치자는 봉건 국가였던 단다 왕국에서 아슈마카와 비다르바의 왕들과 함께 이탈하여 두 번째 칼링가 왕조를 세웠다고 한다.
알려진 통치자
- 단다키
- 마하칼링가
- 철라칼링가
- 칼링가 2세 (기원전 7세기 – 6세기경)

다타밤사에 따른 다른 또는 후기 칼링가 통치자
이들은 아마도 또 다른 왕조이거나 두 번째 칼링가 왕조의 후기 통치자들이며, 다타밤사에 언급되어 있다.
알려진 통치자
- 브라흐마닷타 (기원전 6세기 – 5세기경)
- 사타부
- 카시라자
- 수난다
- 구하시바

#### 칼링가의 수리야밤샤 (기원전 350년경 – 기원전 261년)
알려진 통치자
- 브라흐마디티야 (기원전 4세기경)
- 라자 아난타 파드마나바 (기원전 216년경)

라자 아난타 파드마나바는 대부분의 자료에 따르면 칼링가 전쟁 당시 칼링가의 통치자였다.
그의 아들, 왕자 '수루다사루나-아디티야'는 추방되었고 몰디브 역사에 따르면 첫 왕국인 디바 마아리를 세우고 아디타 왕조 (아디타 반사)의 기초를 다졌다.

### 전 고전 칼링가

#### 난다 제국에 의한 합병 (기원전 345년경 – 기원전 322년)
칼링가는 기원전 345년에서 340년 사이에 난다 통치자 마하파드마 난다에 의해 잠시 합병되었다고 여겨진다.

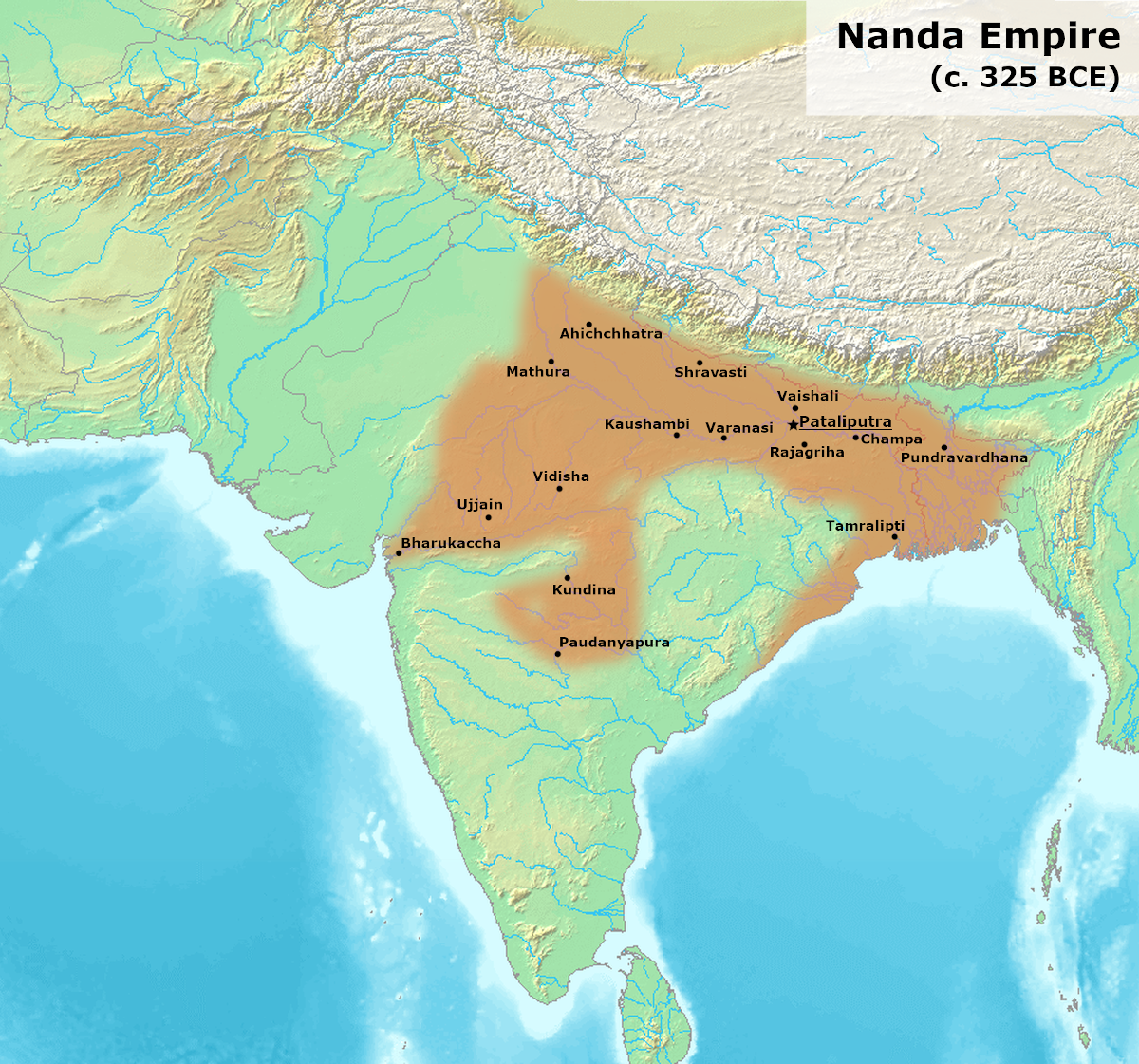
마지막 통치자 다나 난다 시대의 난다 제국의 예상 범위

난다 제국은 서쪽의 현재 펀자브에서 동쪽의 오디샤주 (칼링가)까지 뻗어 있었던 것으로 보인다. 난다 제국이 칼링가 지역을 지배했다는 사실은 후대 왕 카라벨라 (기원전 2세기 또는 1세기)의 하티굼파 비문에 의해 확증된다.
찬드라굽타 마우리아가 난다 왕조에 반란을 일으켰을 때, 칼링가는 기원전 322년에 마가다 제국에서 독립했다.

#### 칼링가의 하티굼파 비문
하티굼파 비문은 난다라자라는 왕이 과거에 수로를 팠음을 시사한다. 난다라자가 난다 왕조의 왕을 지칭한다고 가정하면, 칼링가 지역이 어느 시점에 난다 왕조에 합병되었던 것으로 보인다. 난다 왕조의 몰락 이후 다시 독립한 것으로 보인다. 메가스테네스의 인디카 (기원전 3세기)에서는 "칼링게"로 묘사된다.
프리나스와 카이나스(갠지스강의 지류)는 모두 항해 가능한 강이다. 갠지스강 옆에 사는 부족들은 바다에 가장 가까운 칼링가족과 그 위쪽에 있는 만데이스, 또한 말리족이 있는데, 그들 중에는 말루스산이 있으며, 그 지역 전체의 경계는 갠지스강이다.— Megasthenes fragm. XX.B. in Pliny. Hist. Nat. V1. 21.9–22. 1.

칼링가족의 왕도(王都)는 파르탈리스라고 불린다. 그들의 왕을 위해 60,000명의 보병, 1,000명의 기병, 700마리의 코끼리가 "전쟁 준비 상태"로 경계를 지킨다.— Megasthenes fragm. LVI. in Plin. Hist. Nat. VI. 21. 8–23. 11.

#### 칼링가 전쟁과 마우리아 제국에 의한 합병 (기원전 261년경 – 기원전 225년)

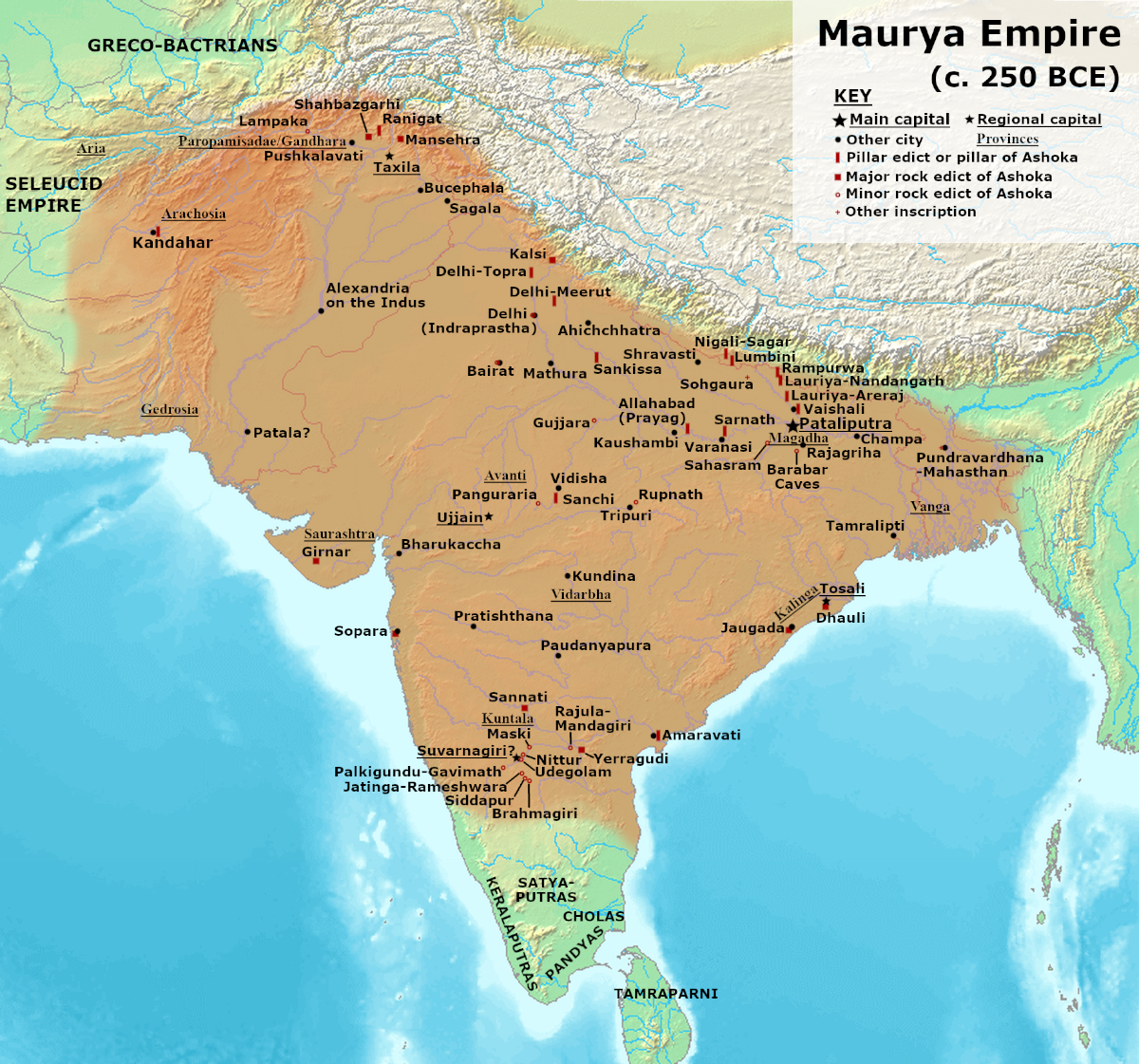
아소카 시대인 기원전 250년 마우리아 제국

아소카는 기원전 261년에 칼링가를 침략하여 마가다 제국에 재합병했다.
다울리 언덕 근처에서 벌어진 마지막 전투 이후, 수도 토살리는 마우리아에 함락되었고, 그곳에 칼링가 마우리아 지방의 본부가 위치했다.
칼링가는 기원전 224년에 다샤라타 마우리아의 통치 중에 마우리아 제국에서 분리되었다.

#### 마하메가바하나 제국 (기원전 224년경 – 기원후 250년)

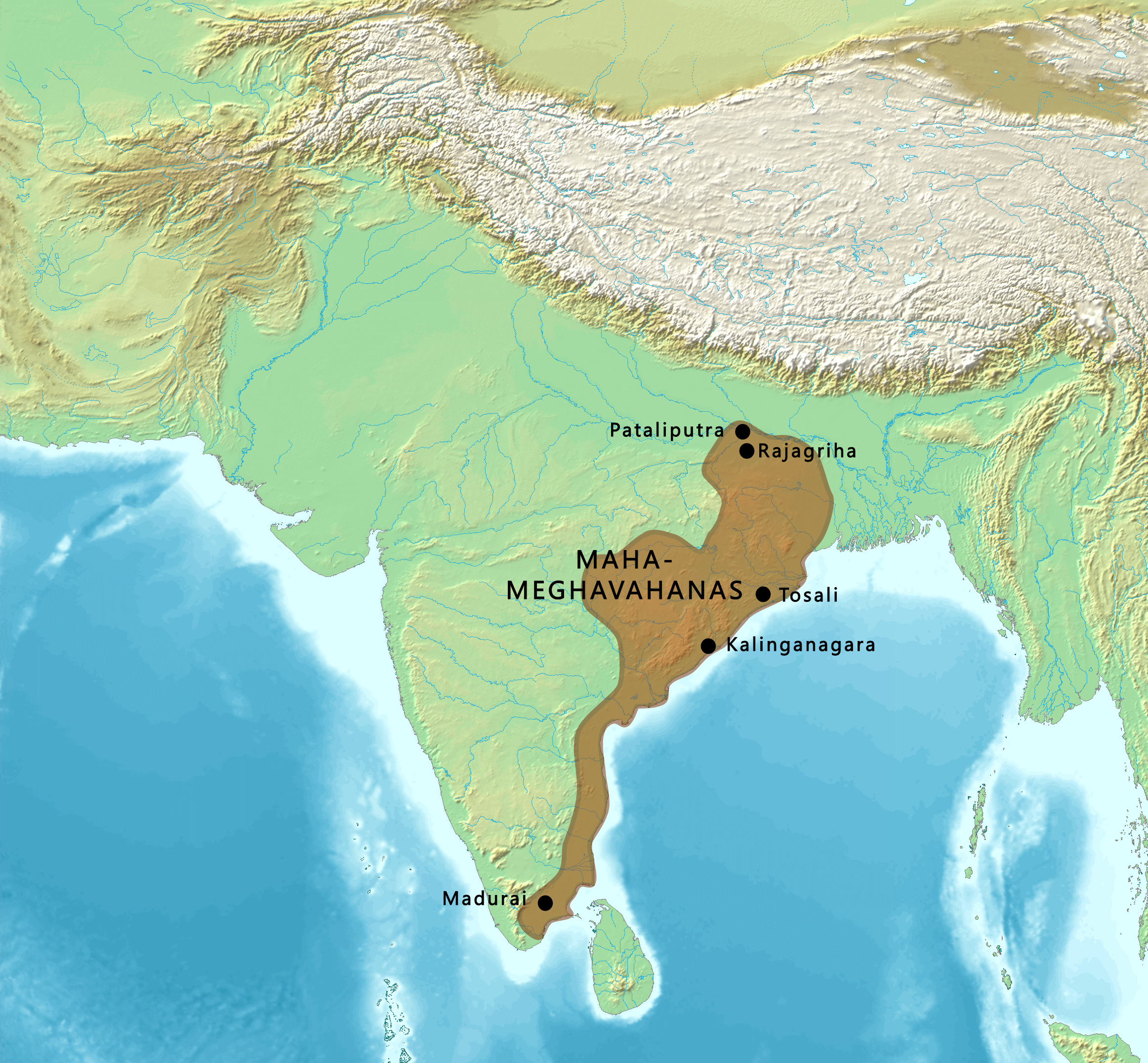
기원전 20년경 마하-메가바하나의 지도

마우리아 제국의 쇠퇴 이후, 이 지역은 마하메가바하나 왕조의 통제 하에 들어왔는데, 이 왕조의 왕 카라벨라는 자신을 "칼링가의 최고 군주"라고 묘사했다. 카라벨라는 기원전 2세기 또는 1세기에 통치했던 제국의 가장 위대한 통치자였으며, 그의 통치에 대한 주요 자료는 바위로 조각된 하티굼파 비문에서 얻어진다. 이 비문은 그의 통치에 대한 연간 기록을 설명하고, 공공 기반 시설 프로젝트, 복지 활동, 예술 후원, 그리고 많은 군사적 승리를 그에게 돌린다. 또한 이 비문은 그를 모든 종교의 헌신자로 묘사하면서 자이나교와 같은 종교를 후원했다고 설명한다.

### 후기 고전 칼링가

#### 굽타 제국

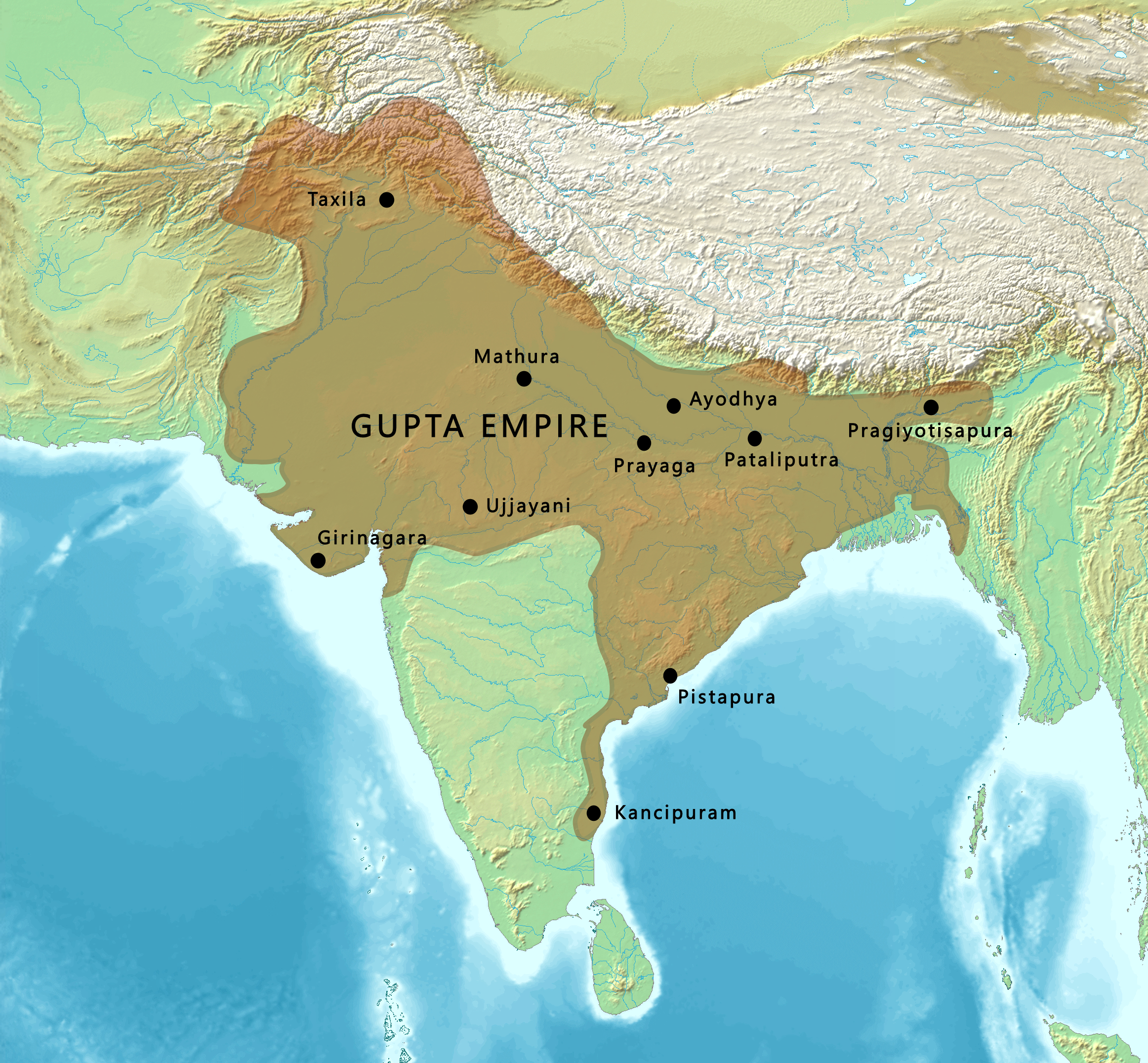
사무드라굽타 치세인 기원후 350년, 전성기의 굽타 제국

칼링가는 기원후 4세기에 굽타 왕조의 종주권 아래 놓였다. 굽타 왕조가 물러난 후, "칼링가디파티"(칼링가의 군주)라는 칭호를 지닌 여러 소왕조들이 통치했다. 여기에는 마타라 왕조, 피트르바크타 왕조, 바시슈타 왕조, 날라 왕조가 포함된다. 이어서 샤일로드바바 왕조와 초기 동강가 왕조가 그 뒤를 이었다.

#### 샤일로드바바 왕조
7세기에 샤일로드바바 왕조는 인도 동부 일부 지역을 통치했으며, 그들의 핵심 영토는 콩고다-만달라로 알려졌고, 현재의 간잠, 코르다, 푸리 지역 일부를 포함했다. 마다바라자 2세 왕은 사칼라-칼링가디파티("칼링가 전체의 군주")라는 칭호를 주장했다. 8세기에서 10세기 동안, 바우마카라 왕조가 이 지역을 통치했지만, 그들은 자신들의 왕국을 "토살라"(칼링가의 고대 수도 토살리에서 유래)라고 불렀다.

#### 소마밤시 또는 케샤리 왕조
소마밤시 왕조는 9세기에서 12세기 사이에 인도 동부 현재의 오디샤주 일부를 통치했으며, 그들의 수도는 야야티나가라와 아비나바-야야티나가라(현재의 자즈푸르)였다. 그들은 다크시나 코살라 지역을 통치하며 코살렌드라("코살라의 군주")라는 칭호를 주장했고, 이후 현재 오디샤주의 칼링가와 우트칼라 지역을 정복하여 바우마-카라 왕조를 계승했다. 따라서 그들은 자신들을 칼링가, 코살라, 우트칼라의 군주라고 불렀다. 그들은 또한 오디샤에 새로운 양식의 예술과 건축을 도입했다.

### 중세 칼링가

#### 동강가 왕조

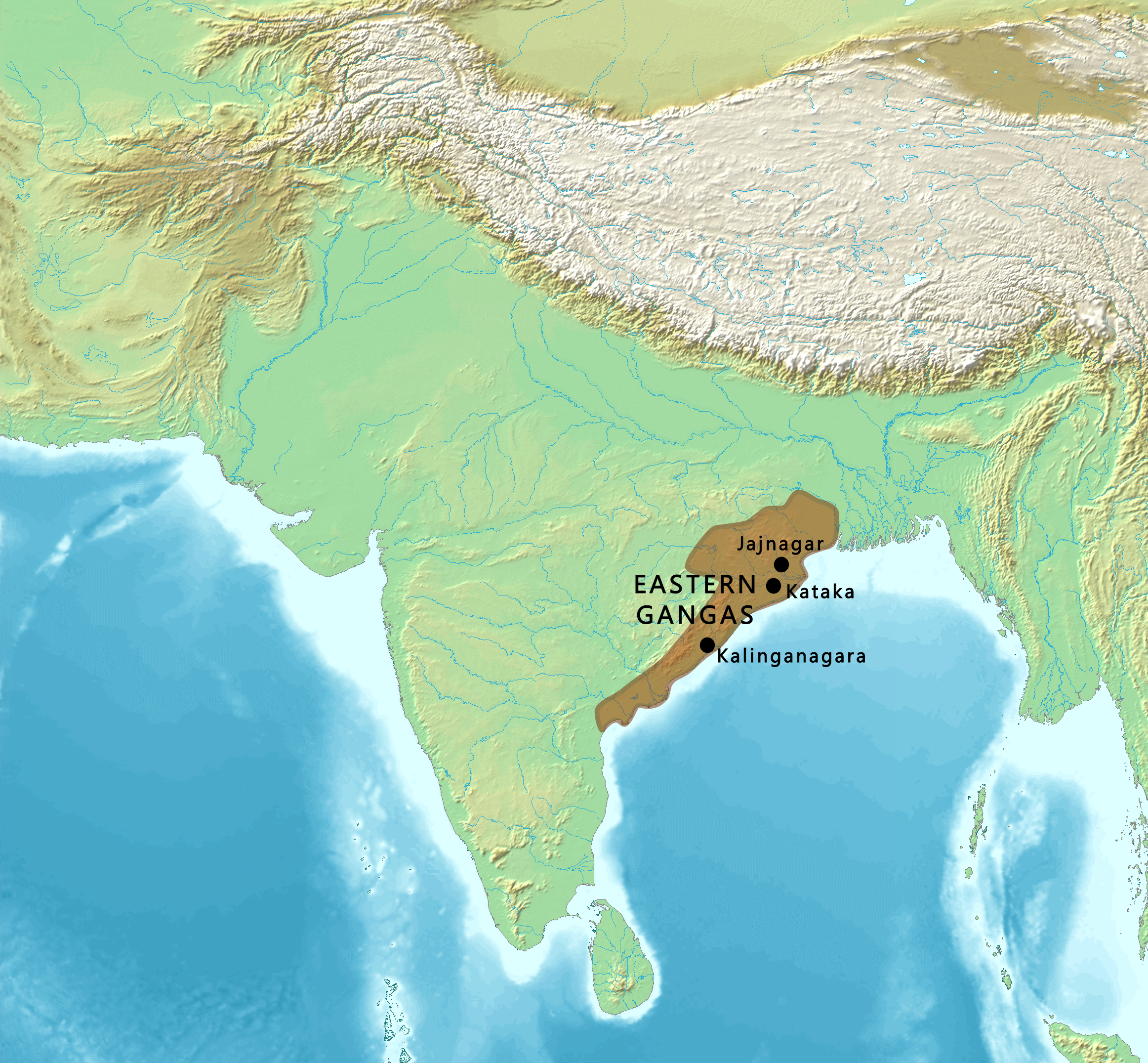
동강가 왕조의 영토 범위

11세기에서 15세기 동안 동강가 왕조는 이 지역의 지배적인 세력이 되었고, 칼링가디파티라는 칭호를 사용했다. 소마밤시 왕조를 계승한 후, 그들은 트리칼링가디파티 또는 사칼라 칼링가디파티(세 칼링가, 즉 정식 칼링가 (남부), 웃칼라 왕국 (북부), 닥시나코살라 (서부)의 군주 또는 모든 세 칼링가의 군주) 등 다양한 칭호를 사용했다. 그들의 수도는 원래 칼링가나가라(현대 무칼링암)에 있었고, 12세기 아난타바르만 초다가가 통치 기간에 카타카(현대 쿠타크)로 이전되었다. 그는 또한 푸리에 유명한 자간나트 사원을 건축했다.
북부 지역의 반복적인 침략 이후, 아낭비마 데바 3세의 아들인 나라심하데바 1세는 13세기에 남부 벵골을 침략하여 그 통치자를 격파하고 수도(가우다)를 점령했으며, 그의 승리를 기념하기 위해 코나라크에 수리야 사원을 건설했다. 나라심하데바 1세는 또한 1246년 카필라시 사원 비문에서 오디샤 왕들 중 처음으로 가자파티 또는 전쟁 코끼리의 군주 또는 코끼리 군대를 가진 왕이라는 칭호를 사용했다. 1264년 나라심하의 죽음과 함께 동강가 왕조는 쇠퇴하기 시작했고, 1434년에 수리야밤시 가자파티 제국이 그 뒤를 이었다.

#### 가자파티 제국

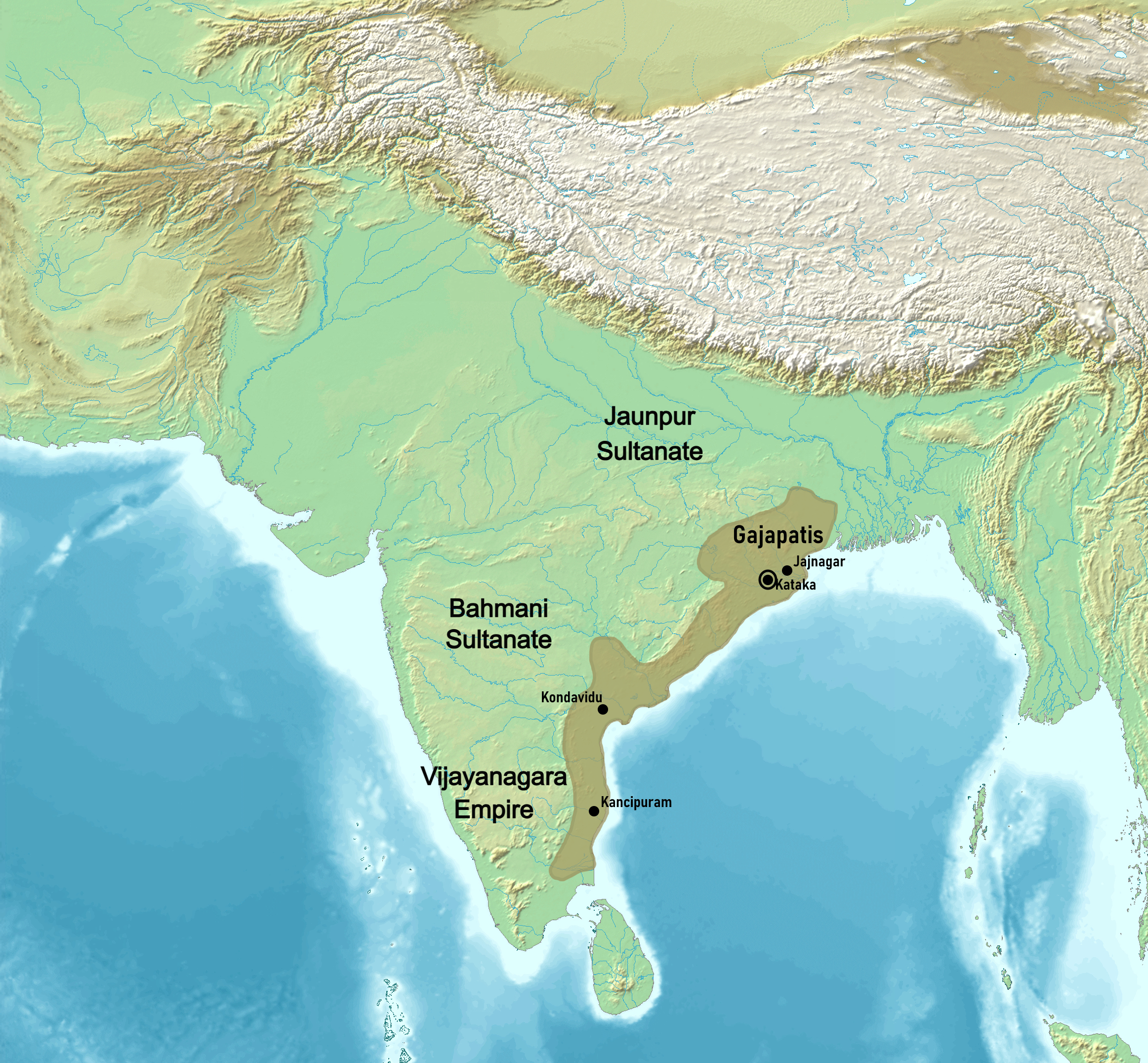
1450년경 수리야밤시 가자파티 제국의 지도

마지막 동강가 왕조 통치자 바누데바 4세는 1435년에 카필렌드라 데바에 의해 퇴위당했다. 이 사건은 가자파티 제국의 설립을 알렸다. 이 제국은 우트칼라 왕국 (오디샤 북부)과 칼링가 (오디샤 남부, 안드라프라데시주 북부) 지역을 통치했다. 프라타파루드라 데바는 수리야밤시 가자파티 왕조의 마지막 위대한 왕이었다.

#### 보이 왕조
프라타파루드라 데바가 1540년에 사망한 후 그의 아들 칼루아 데바와 카쿠라 데바가 왕이 되었으나, 나중에 그들의 재상인 고빈다 비디야다라에 의해 암살당하면서 보이 왕조가 세워졌다. 그들은 오디샤 해안만을 통제할 수 있었고, 내륙 지역은 가르자트 왕들의 지배하에 놓였다.

#### 묵운다 데바의 동찰루키아 왕조
벵기의 동찰루키아 왕조의 후손인 무쿤다 데바는 반란을 일으켜 보이 왕조의 마지막 두 후계자를 죽이고 1559년에 보이 왕조의 영토인 오디샤 북부 해안에 독립적인 통치자로 선포했지만, 술라이만 칸 카라니는 벵골 지역에 왕국을 형성하여 무쿤다 데바에게 잠재적인 위협이 되었다. 가자파티 왕조의 몰락은 이 지역의 중앙집권적 권위가 약화되고 이후 조공국과 봉건 국가들의 분열과 독립으로 이어졌다.

## 영향
지역 나가 공주 소마와 결혼하여 부남 왕국(현대 캄보디아 중심)의 공동 설립자가 된 상인 카운딘야 1세도 고대 칼링가 지역 출신이다.

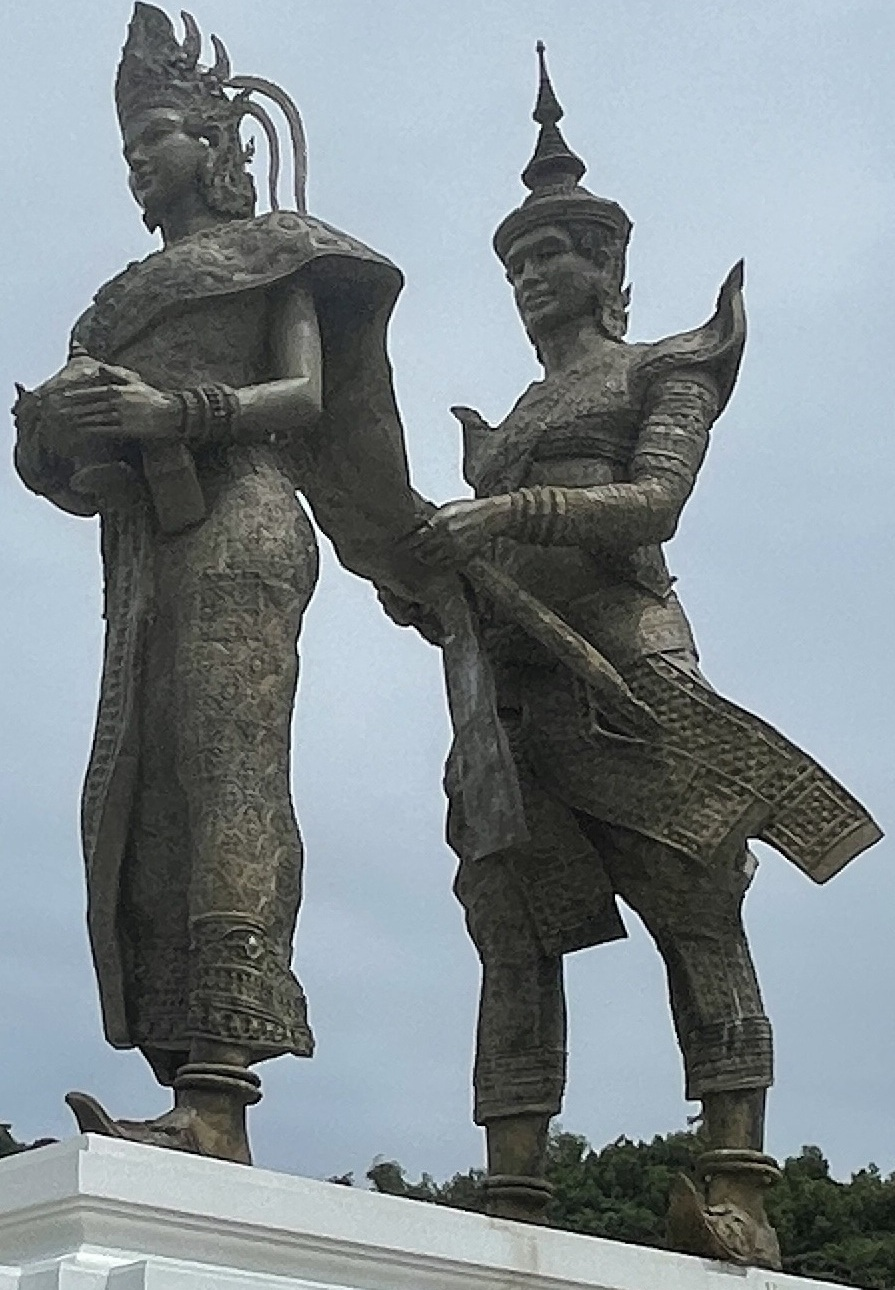
카운딘야 1세와 소마 여왕의 조각상

학자 R. C. 마줌다르에 따르면, 8세기 샤일렌드라 왕조의 자바는 칼링가에서 유래했을 가능성이 높으며, 이 왕조는 캄보디아와 참파(안남) 지역에서도 강력했다. 샤일렌드라 왕조는 해양제국으로 여겨지며, 동남아시아의 광대한 해양 지역을 지배했으며, 이 왕조는 한동안 중앙 자바의 마타람 왕국과 수마트라의 스리위자야 왕국의 통치 가문이었던 것으로 보인다.
버마는 칼링가-라트타(아마도 페구를 나타내는 고대 인도차이나 기록에서 관찰됨)라는 이름으로 불렸으며, 남부 몬 지역에는 매우 초기 상인 정착지와 불교 선교의 증거가 있고, 2세기경에는 칼레, 아라칸 강 계곡, 마르타반 만 주변의 페구를 중심으로 한 칼링가 이주민의 통치가 있었다. 양곤 근처 탄테에서 발굴된 선박 잔해는 칼링가 상인들의 것으로 추정된다. 지명과 건축 양식의 유사점 또한 벵골 만을 가로지르는 밀접한 접촉을 나타낸다.
몰디브 역사에 따르면, 첫 왕국 디바 마아리는 기원전 3세기 이전에 칼링가 왕국의 브라흐마디티야 왕의 아들이자 추방된 왕자인 태양 왕조의 수루다사루나-아디티야에 의해 설립되었고, 아디타 왕조의 기초를 다졌다.
필리핀에서는 에릭 카지노에 따르면, 부투안의 왕이 킬링(Kiling)이라고 불렸다. 카지노는 킬링이라는 이름이 말레이어 용어 켈링 (이 용어는 슈와 발음이지만)과 동일하다는 가능성에만 근거하여 그 왕이 비사야인 출신이 아니라 인도 출신이었다고 주장했다. 이 용어는 인도인을 지칭한다.
칼링가에서 파생된 현재 사용되는 용어 켈링 또는 클링은 동남아시아 일부 지역에서 인도 아대륙 또는 인도 디아스포라 사람을 지칭하는 데 사용되며, 현재 특히 말레이시아에서는 다소 경멸적이고 폄하적인 함의를 가지고 있다. 16세기 포르투갈 여행자 카스타녜다는 멜라카주(멜라카) 시의 북부에 살았던 켈링 공동체에 대해 썼다. 이 상인들은 퀼린스(퀼링, 인도 칼링가 출신)로 알려져 있었다.
1187년부터 1196년까지 스리랑카를 통치했던 니산카 말라 왕은 자신이 칼링가 왕실 출신이며 싱하푸라에서 태어났다고 언급했다.

## 같이 보기
- 오디샤의 역사
- 오디샤 통치자 목록
- 칼링가 문자, 브라흐미 문자에서 파생됨
- 켈링

### 설명주
1. ↑  라우트라이 왕조라고도 알려짐[46]

### 참조주
1. ↑  Majumdar, R.C. (1996). 《Outline of the History of Kalinga》. Asian Educational Services. 1, 19쪽. ISBN 9788120611948. 2021년 5월 1일에 확인함.
2. 1 2 3 4 5 6 7 8  Ganguly, DK (1975). 《Historical Geography and dynastic History of Orissa》 (영어) 1판. Kolkata: Punthi Pustak. 6–7쪽.
3. ↑  O'Malley, L.S.S. (2007). 《Bengal District Gazetteer : Puri》. Concept Publishing Company. 30쪽. ISBN 978-81-7268-138-8. 2021년 2월 2일에 확인함.
4. ↑  Padhy, S. C. (2005–2006), “Formation of Orissa Province and Role of Oriyas in Berhampur”, 《Proceedings of the Indian History Congress》 (Indian History Congress) 66: 1030–1040, JSTOR 44145916, 2020년 12월 31일에 확인함
5. ↑  《Odisha District Gazetteers Gajapati》 (PDF), GAD, Govt of Odisha, 2002, 51쪽
6. ↑  Maclean, C.D. (1877), 《Standing Information Regarding the Official Administration of the Madras Presidency in each Department》, Madras University
7. ↑  R. C. Majumdar 1996, 1쪽.
8. ↑  Sudama Misra (1973). 《Janapada state in ancient India》. Bhāratīya Vidyā Prakāśana. 78쪽.
9. ↑  Rath, AK (1978). 《A note on relation of Parsvanatha and Mahavira with Kalinga》. 《Proceedings of the Indian History Congress, Vol. 39, Volume I (1978)》. 137쪽. JSTOR 44139344.
10. 1 2  Dineschandra Sircar 1971, 167쪽.
11. ↑  Dineschandra Sircar 1971, 168–171쪽.
12. ↑  Mano Mohan Ganguly 1912, 11쪽.
13. ↑  Ganguly, DK (1975). 《Historical Geography and Dynastic history of Orissa》 (영어). Calcutta: Punthi Pustak. 8–9쪽.
14. ↑  Dutt, MN (1895). 《The Prose English Translation Of The Mahabharata》 (영어). Calcutta: Elysium Press. 291쪽.
15. ↑  Tripathy 1997, 4,5,7쪽.
16. ↑  Maltby, Thomas James (1882).  Leman, George Downton, 편집. 《The Ganjam District Manual》. Madras: W. H. Moore at Lawrence Asylum Press. 2쪽. ISBN 978-1241495909.
17. ↑  Tripathy 1997, 6쪽.
18. ↑  Tripathy 1997, 13쪽.
19. ↑  Tripathy 1997, 53쪽.
20. ↑  Tripathy 1997, 52–54, 58쪽.
21. ↑  Tripathy 1997, 60–64쪽.
22. ↑  Ayyanagar, Krishnaswamy (1919). 《Sources of Vijaynagar History》 (PDF). Madras: 마드라스 대학교. 91, 131–132쪽. ISBN 978-8180942808.
23. ↑  Chandramani Nayak 2004, 6쪽.
24. ↑  R. C. Majumdar 1996, 19쪽.
25. 1 2 3 4  Raychaudhuri 1953, 87–89쪽.
26. ↑  Dineschandra Sircar 1971, 168쪽.
27. 1 2  K. A. Nilakanta Sastri 1988, 18쪽.
28. ↑  Gaṅgā Rām Garg (1992). 《Encyclopaedia of the Hindu World, Volume 1》. Concept Publishing Company. ISBN 9788170223740. 2012년 10월 28일에 확인함.
29. ↑  “Kalingas”. 《www.ancientvoice.wikidot.com》. 2018년 11월 29일에 확인함.
30. ↑  Krishna-Dwaipayana Vyasa (2008). 《The Mahabharata of Krishna-Dwaipayana Vyasa, Second Book Sabha Parva》. Echo Library. 10쪽. ISBN 9781406870442. 2012년 10월 28일에 확인함.
31. ↑  Raychaudhuri, Hemchandra (2006). 《Political History Of Ancient India》. Genesis Publishing. 75쪽. ISBN 9788130702919. 2012년 10월 25일에 확인함.
32. ↑  “Kalinga war - Ancient India History Notes”. 《Prepp》.
33. 1 2  Mohamed, Naseema (2005). 《First Settlers》. 《Note on the Early History of the Maldives》. 9쪽. doi:10.3406/arch.2005.3970. 2021년 3월 21일에 확인함.
34. ↑  Johannes Bronkhorst 2011, 12쪽.
35. ↑  Irfan Habib & Vivekanand Jha 2004, 13쪽.
36. ↑  Jagna Kumar Sahu 1997, 24쪽.
37. 1 2  “South Dakota State University Homepage | South Dakota State University” (PDF). 《www.sdstate.edu》. 2015년 3월 21일에 원본 문서에서 보존된 문서.
38. ↑  Sailendra Nath Sen (1999). 《Ancient Indian History and Civilization》. New Age International. ISBN 978-81-224-1198-0.
39. ↑  Tripathy 1997, 219쪽.
40. ↑  Tripathy 1997, 64–65쪽.
41. ↑  Umakanta Subuddhi 1997, 32쪽.
42. ↑  Walter Smith 1994, 25쪽.
43. ↑  Walter Smith 1994, 26쪽.
44. ↑  Dineschandra Sircar 1971, 169쪽.
45. ↑  Manas Kumar Das (2015년 6월 24일), 《History of Odisha (From Earliest Times to 1434 A.D.)》 (PDF), DDCE Utkal University, 109, 111쪽
46. ↑  Sen, Sailendra (2013). 《A Textbook of Medieval Indian History》. Primus Books. 121–122쪽. ISBN 978-9-38060-734-4.
47. ↑  Durga Prasad Patnaik (1989). 《Palm Leaf Etchings of Orissa》. Abhinav Publications. 4–쪽. ISBN 978-81-7017-248-2.
48. ↑  O'Malley, L.S.S. (2007년 1월 1일). 《Bengal District Gazetteer : Puri》. Concept Publishing Company. 30쪽. ISBN 978-81-7268-138-8. 2012년 12월 2일에 확인함.
49. ↑  Sanyal, Sanjeev (2016). 《The Ocean of Churn: How the Indian Ocean Shaped Human History》 (영어). Penguin UK. 82–84쪽. ISBN 978-93-86057-61-7.
50. ↑  Tarling, Nicholas (2008). 《The Cambridge History of Southeast Asia》 (영어). Cambridge University Press. ISBN 9781139055482.
51. ↑  Hall, DGE (1981). 《History of South East Asia》 (영어). Macmillan Education UK. ISBN 9780333241646.
52. ↑  Briggs, Lawrence Palme (April–June 1950), “The Origin of the Sailendra Dynasty: Present Status of the Question”, 《Journal of the American Oriental Society》 (American Oriental Society) 70 (2): 83, doi:10.2307/595536, JSTOR 595536
53. ↑  R. C. Majumdar 1933, 121–141쪽.
54. ↑  Patnaik, Durga Prasad (1989). 《Palm Leaf Etchings of Orissa》 (영어). Abhinav Publications. ISBN 81-7017-248-9.
55. ↑  Benudhar Patra (November 2005), 《Kalinga and Burma – A Study in Ancient Relations》 (PDF), Orissa Review
56. ↑  Eric Casino. "The Barangays of Butuan: Lumad Mindanaoans in China and the Sulu Zone". Asia Mindanaw: Dialogue of Peace and Development (2014): 2.
57. ↑  Aiman Mohamad (1991). 《Minerva English-Malay Malay-English Dictionary》. Kuala Lumpur.
58. ↑  “KBBI – Keling”. 《Kamus Besar bahasa Indonesia》.
59. ↑  M. Veera Pandiyan (2016년 8월 10일). “'Keling' and proud of it”. 《The Star online》.
60. ↑  KA Nilakanta Sastri (1939). “Foreign Notices Of South India From Megasthenes To Ma Huan”. 311쪽.
61. ↑  Rasanayagam, C.; Rasanayagam, M. C. (1993). 《Ancient Jaffna》 (영어). Asian Educational Services. ISBN 978-81-206-0210-6.